# Gewiliobus
Gewiliobus (* unbekannt; † 758 in Spanesheum, dem heutigen Sponsheim; auch Gewiliob, Gewilib, Wieliebus) war der Sohn des Geroldus und sein Nachfolger als Bischof von Mainz. Er wurde 745 durch Bonifatius abgesetzt, der ihm im Amt des Bischofs von Mainz nachfolgte.

## Herkunft
Gewiliobus war ein Sohn des Mainzer Bischofs Geroldus, sehr wahrscheinlich ein fränkischer Adeliger aus dem Umfeld Karl Martells. Über seine Mutter gibt es keine weiteren Informationen, wahrscheinlich war Gewiliobus aber der Sohn einer Konkubine Geroldus. Über sein Geburtsjahr und sein Leben bis zu seiner Ernennung als Bischof ist nichts bekannt.

## Gewiliobus als Bischof
Geroldus, Gewiliobus Vater und Vorgänger als Bischof des Bistums Mainz, fiel 743 auf einem Feldzug der Franken gegen die Sachsen. Sein Sohn wurde als Nachfolger für das vakante Bischofsamt vorgeschlagen. Hinweise in der Mainzer Bonifatiusvita lassen den Schluss zu, dass Gewiliobus sein Amt in reiferem Alter antrat.

## Blutrache für den Vater und Absetzung durch Bonifatius
Hinweise auf die Vorgänge, die zur Absetzung Gewiliobus und der scharfen Kritik durch Papst Zacharias führten, lassen sich einem Brief des Papstes und der, allerdings allenfalls im Kern glaubwürdigen, Bonifatiusvita IV. eines Mainzer Klerikers aus dem 11. Jahrhundert entnehmen. Nicht lange nach dem Tod Geroldus und dem Amtsantritts Gewiliobus, wahrscheinlich 743 oder 744, unternahm Karlmann einen Kriegszug gegen die Sachsen. Gewiliobus, der den Kriegszug begleitete, soll im Vorfeld bereits den Mörder seines Vaters ausfindig gemacht haben. Er lockte ihn an der Weser in einen Hinterhalt und tötete ihn eigenhändig mit den Worten accipe quo patrem vindico ferrum um damit gemäß alten germanischen Kriegertraditionen Blutrache für seinen Vater zu nehmen, ein Vorgehen, das nach dem Zeugnis der Vita quarta zunächst durchaus auf Billigung von Seiten des fränkischen Adels stieß.
Nach dem Concilium Germanicum war es Geistlichen allerdings verboten, aktiv an Kriegszügen teilzunehmen. Im Frühjahr 743 oder 744 wurde eine gesamtfränkische Synode unter dem Vorsitz der beiden Hausmeier Karlmann und Pippin unter Teilnahme von Bonifatius abgehalten. Gewiliobus wurde dort auf Betreiben von Bonifatius aufgrund seines Verhaltens abgesetzt oder kam, wie die Vita quarta gegen die historische Wahrscheinlichkeit behauptet, seiner Absetzung ohne Widerstand durch freiwillige Demission zuvor. Bonifatius, der sich eigentlich um das zu dieser Zeit weitaus bedeutendere Amt des Kölner Bischofs bemühte, wurde auf der gleichen Synode zu seinem Nachfolger bestimmt. Gewiliobus wurde aus Mainz verbannt, bekam die Grundherrschaft über den Ort Spanesheum, das heutige Sponsheim, und wurde Eigenkirchenherr zu Kempten ("caput montis"). Beide Orte sind heute Stadtteile von Bingen am Rhein. Nachdem sich Gewiliobus in Rom vergeblich um seine Rehabilitierung bemüht hatte, soll er in Sponsheim noch 14 Jahre gelebt haben. Dort habe er sich der Armenpflege gewidmet und ein gottgefälliges Leben geführt, so die Vita quarta, die damit ebenso wie mit der angeblich freiwilligen Rückerstattung seiner Erwerbungen als Bischof unverkennbar eine beschönigende Tendenz verfolgt.

## Beurteilung des Gewiliobus
Im Brief des Papstes Zacharias vom 31. Oktober 745 wird Geroldus als Verführer bezeichnet und von ihm gesagt, dass er false episcopi honore fungebatur („fälschlich das Bischofsamt bekleidete“). Dieser wird als „Sohn eines ehebrecherischen Klerikers und Mörders“ geschildert, über den Bonifatius dem Papst schlimme und schreckliche Dinge berichtet hat. Er ist vermutlich auch mit dem wegen Kapitalverbrechen abgesetzten Bischof gemeint, der im selben Brief von Papst Zacharis I. als Mörder und Ehebrecher beschuldigt wird, und ebenso mit dem verurteilten Bischof, den im Brief derselbe Papstes im Brief vom 4. November 751 als Kämpfer, Unkeuscher und als Entfremder von Kirchengut nach seiner Absetzung bezichtigt. Gewiliobus ist auch unter den Bischöfen zu vermuten, über die Bonifatius im Brief an Zacharias (Epist. 50) klagt, sie seien unkeusch und ehebrecherisch leben, wenn sie es auch leugneten, dazu trunksüchtig und pflichtvergessen sind und sogar auf die Jagd gehen und bewaffnet an Kampfhandlungen teilnehmen und mit eigener Hand das Blut sowohl von Christen als auch Heiden vergossen haben.
In der Mainzer Überlieferung blieb Gewiliobus aber auch in positiver Erinnerung. Noch zwei Bonifatiusviten aus dem 11. Jahrhundert entschuldigten seine Tat und versuchten, Verständnis für ihn zu wecken, da er im Grunde nur das getan habe, was für ihn als Mann von fränkischem Adel Ehrenpflicht gewesen sei. Außerdem habe er eine Konversion vollzogen und seine Taten durch gute Werke abgebüßt.

## Kirchengeschichtlicher Hintergrund
Ab circa 600 lässt sich eine Germanisierung der Kirche im fränkischen Reich feststellen. Aus dem Umfeld der fränkischen Könige und später deren Hausmeier wurden loyale Adelige und Verwandte zu Bischöfen ernannt um die Machtstrukturen des Königtums zu sichern. Besonders unter dem Hausmeier Karl Martell soll es zu zahlreichen Besetzungen von Bischofsämtern durch nicht klerikal ausgebildete Adelige gekommen sein. Gewiliobus und sein Vater Geroldus gehörten zu diesen fränkischen Adeligen, die weniger klerikal denn weltlich dachten und dem traditionellen Ehrenkodex des fränkischen Kriegeradels verbunden waren.
Erst mit der angelsächsischen Mission des Bonifatius und der von ihm durchgeführten Reformation der fränkischen Reichskirche kam es zu Konflikten wie diesem mit fränkischen Bischöfen. Bonifatius gelang es, deren Einfluss schrittweise einzudämmen und die Kirche im fränkischen Reich wieder deutlicher nach Rom und dem Papst auszurichten.